# 1889
Промислова революція •  Колоніальні імперії •  Національно-визвольні рухи • Робітничий рух

## Геополітична ситуація
У Росії царює імператор Олександр III (до 1894). Російській імперії належить більша частина України, значна частина Польщі, Бессарабія, Закавказзя, Фінляндія, Бухарське ханство, Хівинське ханство. Україну розділено між двома державами — Королівство Галичини та Володимирії належить Австро-Угорщині, Правобережжя, Лівобережжя та Крим — Російській імперії.
В Османській імперії править султан Абдул-Гамід II (до 1909). Під владою османів перебувають Близький Схід, Середземноморське узбережжя Північної Африки частина Балкан, автономна Болгарія.
В Австро-Угорщині править Франц-Йосиф I (до 1916). Імперія охоплює, крім австрійських та угорських земель, Хорватію, Трансильванію, Богемію. В Німецькій імперії править Вільгельм II (до 1918). Німецька імперія має колонії в Африці та в Тихому океані.
У Франції при владі Третя французька республіка. Франція має колонії в Алжирі, Карибському басейні, Південній Америці в Індокитаї. Королівство Іспанія формально очолює неповнолітній Альфонс XIII (до 1931). Іспанії належать частина островів Карибського басейну, Філіппіни. У Португалії править Луїш I (до 1889). Португалія має володіння в Африці, Індії, Індійському океані й Індонезії.
У Великій Британії триває Вікторіанська епоха — править королева Вікторія (до 1901). Британська імперія має колонії в Північній Америці, на Карибах, в Африці та в Індостані. Королівство Нідерланди очолює Віллем III (до 1890). Король Данії та Норвегії — Кристіан IX (до 1906), Оскар II сидить на шведському троні (до 1907), на троні Королівства Італія — Умберто I (до 1900).
У Бразилії проголошено республіку, імператора Педру II повалено. Бенджамін Гаррісон обіймає посаду президента США. Територію на півночі північноамериканського континенту займає Канадська конфедерація (домініон Великої Британії), територія на півдні континенту належить Мексиці.
В Ірані при владі Каджари. Владу над Індостаном та Бірмою утримує Британська корона, над В'єтнамом, Лаосом і Камбоджею — Франція. У Сіамі править династія Чакрі. У Китаї володарює Династія Цін. В Японії триває період Мейдзі.

## Події

### В Україні
- Відкрито Маріупольський морський торговельний порт.
- Іван Карпенко-Карий написав п'єсу «Сто тисяч».
- У Катеринославі збудовано трубний завод «Шодуар-А».

### У світі
- 11 лютого ухвалено конституцію Японії, згідно з якою створено двопалатний парламент, але верховна влада залишилася за імператором.
- 4 березня Бенджамін Гаррісон присягнув на президента США.
- 15 березня Самоанська криза — протистояння американського та німецького флотів біля берегів Самоа, призвела до того, що буря потопила 6 кораблів обох сторін.
- 25 березня Менелік II проголосив себе негусом Ефіопії.
- 12 липня у Російській імперії введено посаду Земського начальника.
- У листопаді до складу США увійшли Північна Дакота, Південна Дакота, Монтана та Вашингтон.
- 15 листопада у Бразилії внаслідок військового перевороту повалено імператора Педру ІІ. Країну оголошено республікою.
- У грудні в Росії почалася пандемія грипу 1889—1890 років.

### В суспільному житті
- З 6 травня по 31 жовтня проходила Всесвітня виставка у Парижі. Почалася вона з відкриття Ейфелевої вежі.
- Засновано
  - Компанію звукозапису Columbia Phonograph у США.
  - Мусульманське об'єднання Ахмадія у Пенджабі.
  - Клемсонський університет у США.
- Неллі Блай здійснила навколосвітню подорож за 72 дні.
- У Сан-Франциско встановлено перший у світі музичний автомат.
- У США з'явився перший міжміський трамвай.

### У науці
- Генеральна конференція мір і ваг затвердила еталон кілограма.
- Сванте Арреніус сформулював активаційний закон температурної залежності швидкості протікання хімічних реакцій.
- Джузеппе Пеано сформулював аксіоми Пеано.
- Герман Голлеріт отримав патент на табулятор.

### У мистецтві
- Джером Клапка Джером опублікував гумористичну повість Троє у човні.
- Марк Твен видав роман «Янкі з Коннектикуту при дворі короля Артура».
- Антонін Дворжак скомпонував Симфонію № 8.
- Вінсент ван Гог написав картину «Зоряна ніч».

### У спорті
- Засновано Данський футбольний союз та Футбольну федерацію Нідерландів.
- «Престон Норт-Енд» виграв перший чемпіонат Англії з футболу, а також Кубок Англії й став першою командою, що зуміла здійснити дубль.

## Народились
Дивись також Категорія:Народились 1889
- 9 січня — Персі Джон Даніелл, британський математик, який розробив узагальнену теорію інтегрування та диференціювання
- 17 січня — Аль Капоне, американський гангстер
- 20 лютого — Ревуцький Лев Миколайович (1889-1977), український композитор, педагог, громадський діяч
- 12 березня — Ніжинський Вацлав Фомич, російський артист балету, балетмейстер, хореограф
- 19 березня — Борис Петрович Герасимович, український астрофізик (розстріляний 1937)
- 21 березня — Вертинський Олександр Миколайович, російський естрадний співак, поет, композитор
- 16 квітня — Чарльз Спенсер Чаплін, англійський актор, режисер, сценарист
- 20 квітня — Адольф Гітлер, німецький політичний і військовий діяч, фюрер Націонал-соціалістичної партії (1921-1945 рр.)
- 28 квітня — Антоніу Салазар, португальський диктатор (1938-1968)
- 25 травня — Сікорський Ігор Іванович, американський авіаконструктор українського походження
- 23 червня — Анна Ахматова, російська поетеса
- 5 липня — Жан Кокто, французький режисер, письменник, актор, художник, кінорежисер
- 17 липня — Ерл Стенлі Гарднер, американський письменник
- 30 липня — Зворикін Володимир Кузьмич, американський вчений-винахідник російського походження
- 26 вересня — Мартін Хайдегер, німецький філософ-екзістенціаліст
- 13 листопада — Остап Вишня український письменник
- 20 листопада — Едвін Габбл, американський астроном

## Померли
Див. також Категорія:Померли 1889